# Moskva kunstnerteater
Moskva kunstnerteater (russisk: Московский художественный театр им. А. П. Чехова) er et teater som blev grundlagt i 1897 af Konstantin Stanislavskij og Vladimir Nemirovitj-Dantjenko.
Teateret blev verdenskendt efter sine opførsler af Anton Tjekhovs fire hovedværker i nært samarbejde med forfatteren.